# ۱۷۶ (پیش از میلاد)
۱۷۶ (پیش از میلاد) ۱۷۶مین سال قبل از تقویم میلادی است.